# Francisco Cortés
Francisco José Cortés Hernández, noto semplicemente come Francisco Cortés (Almería, 13 ottobre 1995), è un giocatore di calcio a 5 spagnolo.

## Carriera

### Club
Formatosi nei settori giovanili di Costa de Almería e Kiosco Luis Marín – dove alterna calcio a 5, a 7 e a 11 – Cortés raggiunge le categorie nazionali relativamente tardi, dopo aver vinto la Segunda División B con El Ejido. Nell'estate del 2021 si trasferisce al Manzanares con cui debutta in Primera División e, due anni più tardi, si consacra come uno dei laterali più decisivi del campionato spagnolo.

### Nazionale
Cortés ha debuttato nella Nazionale maschile di calcio a 5 della Spagna nel dicembre 2023. Nel settembre successivo viene incluso, a sorpresa, nella lista dei convocati delle furie rosse alla Coppa del Mondo.